# A View to a Kill (singolo)
A View to a Kill è un singolo del gruppo musicale britannico Duran Duran, pubblicato nel 1985 per la colonna sonora del film 007 - Bersaglio mobile (A View to a Kill).
È l'unica canzone dell'intera serie dei film di James Bond ad aver raggiunto la prima posizione nella Billboard Hot 100.

## Il brano
La canzone venne scritta dal gruppo in collaborazione con John Barry, storico compositore delle colonne sonore di James Bond. I Duran Duran furono scelti dopo un incontro casuale tra il bassista John Taylor, da sempre fan di Bond, e il produttore Albert Broccoli in occasione di una festa. Il brano venne registrato nella primavera 1985 a Londra con una orchestra di sessanta persone.
Fu l'ultima canzone incisa dal gruppo prima dell'abbandono del batterista Roger Taylor e venne eseguita in diretta televisiva al Live Aid di Filadelfia.

## Video musicale
Il videoclip del brano è stato diretto da Godley & Creme e girato a Parigi, dove si alternano le immagini della band sulla Torre Eiffel con quelle di Roger Moore nel film. Appare inoltre la modella Gail Elliott.

## Successo in classifica
Pubblicato in concomitanza con l'uscita della pellicola nelle sale cinematografiche, A View to a Kill raggiunse la vetta della Billboard Hot 100 il 13 luglio 1985, scalzando Sussudio di Phil Collins. Era la prima volta che un tema di James Bond conquistava il gradino più alto della classifica statunitense. Nel Regno Unito mantenne invece per tre settimane consecutive il secondo posto dietro 19 di Paul Hardcastle, senza mai raggiungere la prima posizione. Bond riuscirà a conquistare la cima della Official Singles Chart solo con Writing's on the Wall di Sam Smith, tema ufficiale di Spectre nel 2015.

## Tracce
1. A View to a Kill – 3:37
2. A View to a Kill (That Fatal Kiss) – 2:31

## Formazione
Duran Duran
- Simon Le Bon – voce
- Andy Taylor – chitarra
- John Taylor – basso
- Nick Rhodes – tastiera
- Roger Taylor – batteria

Altri musicisti
- John Barry – conduzione orchestra

## Classifiche
| Classifica (1985) | Posizione massima |
| ----------------- | ----------------- |
| Australia         | 6                 |
| Austria           | 6                 |
| Belgio (Fiandre)  | 2                 |
| Canada            | 1                 |
| Europa            | 1                 |
| Finlandia         | 6                 |
| Francia           | 11                |
| Germania          | 9                 |
| Irlanda           | 2                 |
| Italia            | 1                 |
| Norvegia          | 2                 |
| Nuova Zelanda     | 13                |
| Paesi Bassi       | 3                 |
| Regno Unito       | 2                 |
| Spagna            | 4                 |
| Stati Uniti       | 1                 |
| Svezia            | 1                 |
| Svizzera          | 7                 |